# Tutelle judiciaire (droit turc)
La tutelle judiciaire (turc : kayyum ou kayyım) est une disposition pénale du droit turc qui permet à un juge la prise de contrôle d'une organisation.